# Carlos Saura

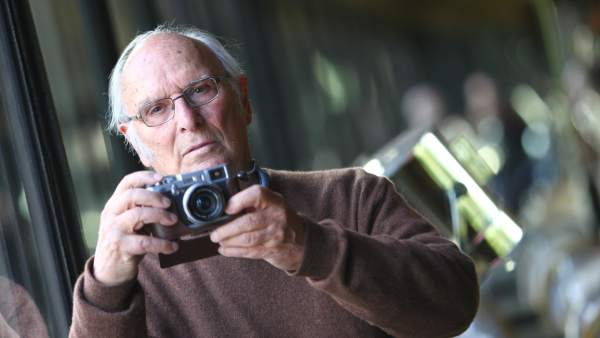
Carlos Saura (2017)

Carlos Saura (* 4. Januar 1932 in Huesca, Aragón; † 10. Februar 2023 in Madrid) war ein spanischer Filmregisseur, Fotograf und Autor. Sauras Debüt Die Straßenjungen war noch vom italienischen Neorealismus geprägt. In den Filmen der 1960er und 1970er Jahre diente oft eine bürgerliche Familie als Spiegelbild der spanischen Gesellschaft unter dem Franquismus. Sein größter internationaler Erfolg in dieser Zeit war Züchte Raben…. Ab den 1980er Jahren dominierten Musik- und Tanzfilme wie Carmen, Sevillanas oder Tango Sauras Werk. Er gilt als einer der erfolgreichsten spanischen Regisseure der letzten Jahrzehnte. Laut dem spanischen Ministerpräsidenten Pedro Sánchez war er eine der wichtigsten Persönlichkeiten der spanischen Kultur.

## Leben
Carlos Sauras Vater war im Finanzministerium angestellt, seine Mutter war Pianistin, der Bruder Antonio Saura wurde später ein bekannter Künstler. Während des Spanischen Bürgerkriegs zog die republikanisch eingestellte Familie zunächst von Madrid nach Valencia, später nach Barcelona. Nach Ende des Krieges wurde Saura eine Weile getrennt von seiner Familie bei Verwandten untergebracht, die mit Franco sympathisierten. Diese Erfahrungen waren prägend für sein späteres Filmschaffen. In einem Interview bekannte er 1975: „Niemals habe ich verstehen können, warum über Nacht die Guten die Bösen waren, und die Bösen die Guten.“
Saura studierte zunächst Ingenieurwissenschaften und verdiente sich sein Geld als Fotograf auf Tanzveranstaltungen. Er machte auch künstlerische Fotoarbeiten, die er mit Hilfe seines Bruders Antonio ausstellte. 1952 wurde Saura Schüler am Instituto de Investigaciones y Experiencias Cinematográficas (IIEC), der staatlichen spanischen Filmhochschule, an der er Regie studierte. 1957 erhielt er sein Diplom für den Kurzfilm La tarde del domingo.
Sofort nach seinem Abschluss wurde er Dozent am IIEC, zunächst für den Fachbereich Szenarium/Drehbuch, später dann für Regie. 1959 inszenierte er seinen ersten abendfüllenden Spielfilm Los golfos (deutsch: Die Straßenjungen). Bei der Vorführung des vom italienischen Neorealismus geprägten Werks bei den Filmfestspielen von Cannes lernte Saura 1960 seinen Kollegen Luis Buñuel kennen, mit dem ihn fortan eine enge Freundschaft und die stilistische Nähe ihrer Filme verband. Die spanische Filmzensur schränkte die Verbreitung von Los golfos stark ein. Erst 1962 wurde eine geschnittene Version uraufgeführt. Saura machte es sich zur Aufgabe, das autoritäre Franco-Regime in seinen Filmen zu kritisieren. Die staatliche Zensur zwang ihn zu einer unterschwelligen und nicht direkt greifbaren Kritik, die ihn bald zum Aushängeschild antifranquistischer Kunst werden ließ. Dabei wurde er unterstützt von seinem Freund und langjährigen Produzenten Elías Querejeta. Sauras Filme wurden zu dieser Zeit auf internationalen Filmfestivals bekannter als in Spanien selbst.
Als Spiegelbild der spanischen Gesellschaft diente Carlos Saura das spanische Bürgertum. In La Caza (1965, deutsch: Die Jagd) zeigt er das bourgeoise Verhalten einer Jagdgesellschaft. In La prima Angélica (1973, deutsch: Cousine Angélica) wurde eine Bürgersfamilie zum Spiegel der erstarrenden spanischen Gesellschaft. Immer wieder musste er mit der Zensur um einzelne symbolträchtige Szenen ringen, etwa wenn in La prima Angélica der geschiente Arm eines Falangisten an einen Hitlergruß erinnert. Auch nach Bestehen der Zensur wurden die spanischen Aufführungen dieses Films durch falangistische Schlägertrupps attackiert. Zu seinem 1972 entstandenen Film Ana y los lobos (deutsch: Anna und die Wölfe) äußerte sich Carlos Saura: „Ich machte diesen Film, weil meine Mutter, wenn ich damals zu Hause von politischen, sexuellen oder religiösen Problemen reden wollte, immer sagte: Darüber spricht man nicht. Das gleiche sagte dann die spanische Zensur zu mir: Alles, was Sie wollen – außer Sex, Politik und Religion!“
Sauras Kino aus dieser Phase wurde oft auch als „Erinnerungskino“ bezeichnet. Es trug zum Teil autobiografische Züge. So sind in den Film La prima Angélica Filmsequenzen montiert, die auf Sauras Wahrnehmungen als Kind während des Krieges zurückgehen, etwa die Szene eines Mädchens mit Glassplittern im Gesicht. La Madriguera (1968, deutsch: Höhle der Erinnerungen) zeigt die Virulenz nicht verarbeiteter, teilweise traumatischer Kindheitserfahrungen in einer späteren Partnerbeziehung. Saura sagte in einem Interview: „Meine Filme sind nie realistisch, vielmehr eine Art Flucht, in dem Sinne, wie Luis Buñuel gesagt hat: Das Reinste ist die Einbildungskraft.“ Einer der wichtigsten künstlerischen Bezugspunkte in Sauras Filmen war Geraldine Chaplin, die zur Zeit ihrer gemeinsamen Arbeit Sauras Lebensgefährtin war. In insgesamt neun seiner Filme von Peppermint Frappé (1967, deutsch: Pfefferminz Frappe) bis Mamá cumple cien años (1979, deutsch: Mama wird 100 Jahre alt) wirkte sie als Schauspielerin mit, zumeist in der weiblichen Hauptrolle. In Cría cuervos (1975, deutsch: Züchte Raben…) trat sie in einer Doppelrolle als Mutter und erwachsene Tochter in Erscheinung. Der Film wurde zum bis dato größten Erfolg Sauras und erreichte mit über einer Million Zuschauer erstmals auch in großem Umfang das spanische Publikum.

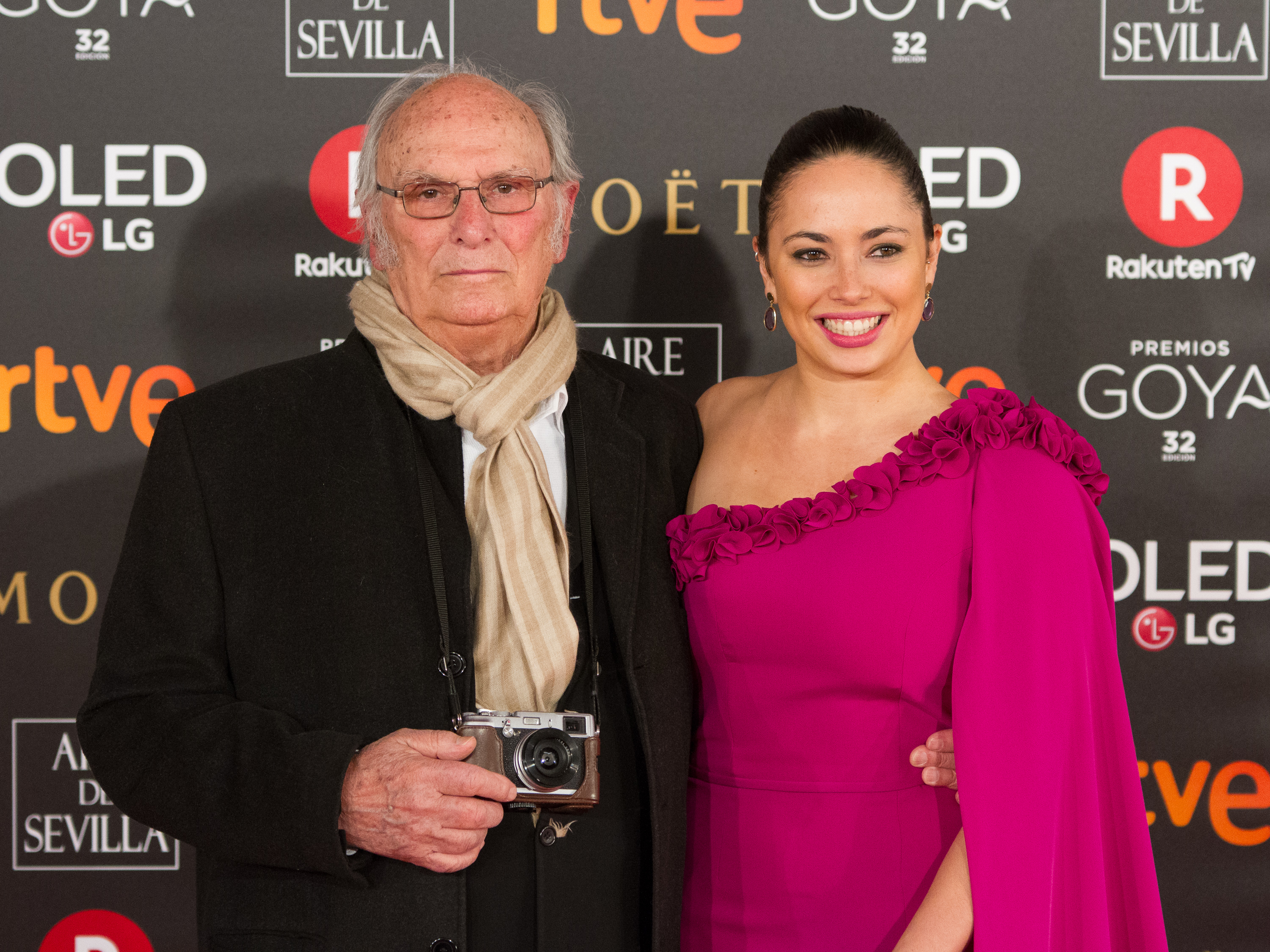
Carlos Saura und Ana Saura bei den Goya Awards 2018

Nach Francos Tod und der weggefallenen Zensur öffnete sich das Sujet von Sauras Filmen. Sein Werk reichte von der zeitkritischen Studie über kriminelle Jugendliche Deprisa, deprisa (1981, deutsch: Los, Tempo!) bis zu den surrealen Bildwelten des historischen Künstlerporträts Goya en Burdeos (1999, deutsch: Goya). International bekannt wurden vor allem seine Tanzfilme, in denen Sauras Erfahrung als Tanzfotograf zum Tragen kam. Mit Bodas de sangre (1981, deutsch: Bluthochzeit, nach dem gleichnamigen Theaterstück von Federico García Lorca), Carmen (1983, nach der gleichnamigen Oper von Georges Bizet) und El amor brujo (1986, deutsch: Liebeszauber, nach dem gleichnamigen Ballett von Manuel de Falla) legte er in den 1980er Jahren eine erste dem Flamenco gewidmete Trilogie vor. Der „Pseudo-Dokumentarfilm“ Sevillanas (1992) zeigt verschiedene Interpretationen des gleichnamigen Tanzes. Eine weitere Trilogie erkundete mit Flamenco (1995), Tango (1998) und Fados (2007) moderne städtische Musikstile. Der Spielfilm Io, Don Giovanni (2009, deutsch: Ich, Don Giovanni) handelt vom  Mozart-Librettisten Lorenzo Da Ponte.
Auch die Würdigung seines Heimatlandes wurde ihm nach der Demokratisierung Spaniens zuteil. 1980 wurde ihm der Nationale Filmpreis Spaniens verliehen „als Anerkennung seines Wirkens für das Ansehen unseres Kinos im Ausland“. Für ¡Ay, Carmela! (1990, deutsch: Ay Carmela! – Lied der Freiheit) erhielt er 1991 den spanischen Filmpreis Goya in den wichtigsten Kategorien. 1992 produzierte Saura mit Maratón den offiziellen Film zu den Olympischen Sommerspielen in Barcelona.
Im Jahre 2000 fand Saura wieder zum Thema des Spanischen Bürgerkriegs zurück, dieses Mal nicht hinter der Kamera, sondern in seinem ersten Roman ¡Esa Luz! (deutsch: Dieses Licht!), in dem er auch literarisch einen Film im Kopf des Lesers entstehen ließ.
Carlos Saura sah sich in der Tradition von drei großen Regisseuren: „Buñuel, Bergman und Fellini“. Er starb im Februar 2023 im Alter von 91 Jahren in Madrid.

## Filme
- 1956: La tarde del domingo
- 1958: Cuenca (Dokumentarfilm)
- 1960: Die Straßenjungen (Los golfos)
- 1964: Cordoba (Llanto por un bandido)
- 1966: Die Jagd (La caza)
- 1967: Pfefferminz Frappe (Peppermint Frappé)
- 1968: Stress zu dritt (Stress es tres, tres)
- 1969: Höhle der Erinnerungen (La madriguera)
- 1970: Garten der Lüste (El jardín de las delicias)
- 1972: Anna und die Wölfe (Ana y los lobos)
- 1973: Cousine Angélica (La prima Angélica)
- 1975: Züchte Raben… (Cría cuervos)
- 1977: Elisa, mein Leben (Elisa, vida mía)
- 1978: Mit verbundenen Augen (Los ojos vendados)
- 1979: Mama wird 100 Jahre alt (Mamá cumple cien años)
- 1980: Los, Tempo! (Deprisa, deprisa)
- 1981: Bluthochzeit (Bodas de sangre)
- 1982: Zärtliche Stunden (Dulces horas)
- 1982: Antonieta
- 1983: Carmen
- 1984: Zeit der Illusion (Los zancos)
- 1986: Liebeszauber (El amor brujo)
- 1988: El Dorado – Gier nach Gold (El dorado)
- 1989: La noche oscura
- 1990: Ay Carmela! – Lied der Freiheit (¡Ay, Carmela!)
- 1991: Der Süden (El sur)
- 1992: Sevillanas
- 1992: Maratón
- 1993: Dispara! (¡Dispara!)
- 1995: Flamenco
- 1996: Im Schutz der Nacht (Taxi)
- 1997: Kleiner Vogel (Pajarico)
- 1998: Tango
- 1999: Goya (Goya en Burdeos)
- 2001: Buñuel y la mesa del rey Salomón
- 2002: Salomé
- 2004: El séptimo día
- 2005: Iberia
- 2007: Fados
- 2008: Sinfonía de Aragón (Dokumentarfilm)
- 2009: Ich, Don Giovanni (Io, Don Giovanni)
- 2010: Flamenco, Flamenco
- 2015: Argentina (Zonda: folclore argentino)
- 2018: Jota – mehr als Flamenco (Dokumentarfilm)
- 2022: Las paredes hablan

## Auszeichnungen (Auswahl)

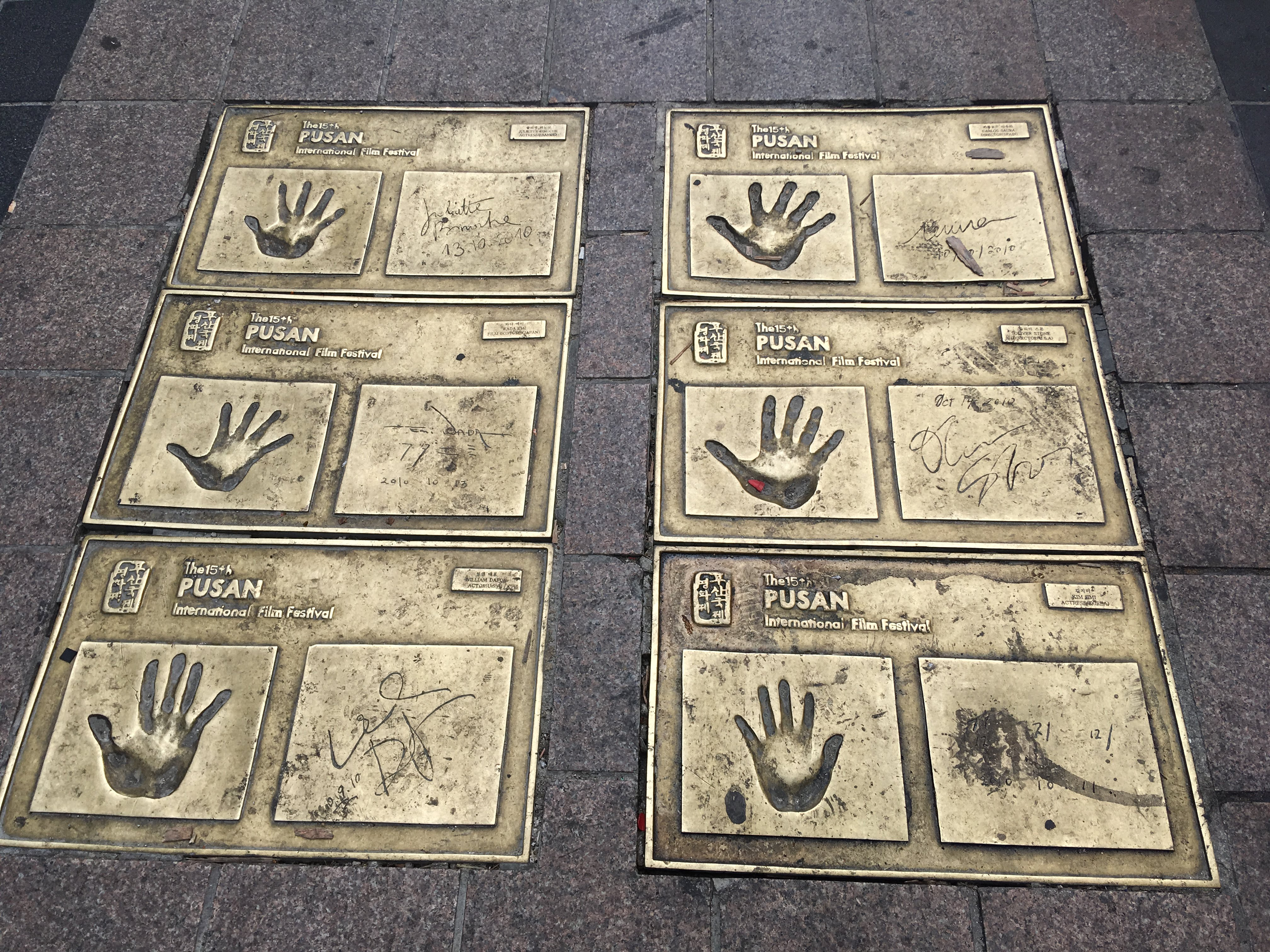
Handabdrücke am BIFF Square in Busan, Juliette Binoche, Emi Wada, Willem Dafoe, Carlos Saura, Oliver Stone und Kim Ji-min

- 1966: Internationale Filmfestspiele Berlin 1966 – Silberner Bär für Die Jagd (beste Regie)
- 1968: Internationale Filmfestspiele Berlin 1968 – Silberner Bär für Peppermint Frappé (beste Regie)
- 1974: Internationale Filmfestspiele von Cannes 1974 – Sonderpreis der Jury für La prima Angélica
- 1976: Internationale Filmfestspiele von Cannes 1976 – Großer Preis der Jury für Züchte Raben...
- 1981: Internationale Filmfestspiele Berlin 1981 – Goldener Bär für Los, Tempo!
- 1983: Internationale Filmfestspiele von Cannes 1983 – Beste künstlerische Einzelleistung und Technik Grand Prix für Carmen
- 1985: BAFTA Award in der Kategorie Bester fremdsprachiger Film für Carmen
- 1991: Goya (Filmpreis) in den Kategorien Bester Film, Beste Regie und Bestes adaptiertes Drehbuch für Ay Carmela! – Lied der Freiheit
- 1995: World Film Festival Montreal – Grand Prix Special des Amériques für seinen herausragenden Beitrag zur Filmkunst
- 2000: Internationales Filmfestival Karlovy Vary Spezialpreis für herausragenden Beitrag zur Filmwelt
- 2004: Europäischer Filmpreis 2004 für sein Lebenswerk

## Fotobücher
- Antonio García-Rayo (Hrsg.): Las fotografías pintadas de Carlos Saura. Ed. El Gran Caíd, San Sebastian de los Reyes, Madrid 2005, ISBN 84-609-7798-6. (Text englisch und spanisch)
- Carlos Saura: Vanished Spain. Steidl, Göttingen 2016, ISBN 978-3-86930-911-8.